# Edwin Forrest

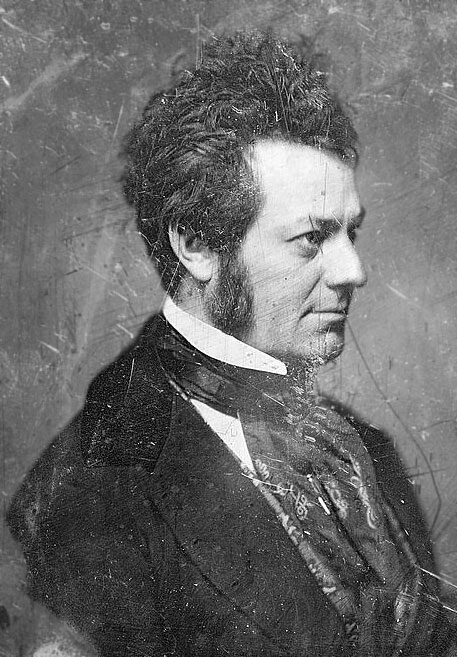
Edwin Forrest.

Edwin Forrest, född 9 mars 1806, död 12 december 1872, var en amerikansk skådespelare.
Forrest var från 1817 anställd vid resande teatersällskap, och spelade därefter i New York och från 1826 i sin födelsestad Philadelphia. Hans europeiska gästspel 1836 och 1846 väckte sensation. Särskilt hans Shakespearetolkningar blev berömda. Forrest var den amerikanska teaterns första stora namn.